# 趙綺婷
趙綺婷（英語：Elaine Chiu，1996年—），香港女性畫家。

## 簡歷
趙綺婷中學時就讀瑪利諾神父教會學校，該時期已有畫作獲傳媒刊登，並參加繪畫比賽。
後於香港大學藝術學系修讀藝術史，期間亦有發表作品。2018年畢業後成為全職畫家，並與同學創辦藝術團體，策劃展覽。
其作品主要以城市風貌為題材，尤好舊區，時被形容為「城市畫家」；類型則以水彩畫為主，筆觸風格粗闊。早期風格偏向寫實，後來開始加入幾何元素。
因經常在街上寫生，亦曾嘗試進行關於城市重建題材的行為藝術。
2023年入選福布斯30位30歲以下亞洲精英榜名單（藝術類）。

## 作品展覽

### 個人
- 港鐵中環站藝術區《心跳在香港：趙綺婷作品展》（2016年）[5]
- 香港今旅酒店 《街道、尋覓》（2017年）[8][21]
- JPS Gallery《記憶若有限期》及《回憶圖書館》（2021年）[13][22][18]
- 香港藝術中心 《香港：向世界出發》 （2024年）[23][24]
- 中國深圳Arttπ 藝術空間 《瞬間》（2024年） [25][26][27]

### 合展
- SKETCH Hong Kong《SKETCH Hong Kong food》（2015年）[6][28]
- JPS Gallery《Sweeping Vistas》（2023年）[11]
- 中國深圳國際會展中心二樓連廊《無界》-- 深港澳青年藝術大展，中共深圳市委宣傳部（2024年）[29]

## 著作
《記憶若有限期——香港城景美學印象》（2023年）

## 家庭
趙綺婷曾稱童年至中學階段於油尖旺、深水埗、石硤尾一帶成長，因而喜好舊區題材。傳媒報道指其家族為家境富裕的單親家庭，與眾弟妹跟隨母親生活，她排行最大。母親與從商的資深藝人萬梓良十分熟稔；趙綺婷早年亦曾稱母親也是藝術家。其次弟趙祥誠（Benny，綽號「折骨Ben」）為香港選秀節目《全民造星III》冠軍，趙綺婷亦擔任其助手、經理人。其妹趙頌宜（Maggie，原名趙綺琪）亦曾參加另一選秀節目《聲夢傳奇2》進入十強，亦愛好繪畫，曾於青少年繪畫比賽獲獎。另外還有兩名弟弟。

## 備註
1. 1 2  按個人網站介紹補充。

## 外部連結
- 趙綺婷個人官方網站